# 白思誠
白思誠（1473年—？），字實之，山西太原府平定州人，軍籍，明朝政治人物。

## 生平
山西鄉試第四十三名舉人。弘治十五年（1502年），登壬辰科三甲第二十六名進士。官長垣縣知縣。

## 家族
曾祖父白勳，審理；祖父白琦，封監察御史；父白儀，七品散官。前母孫氏；母申氏。具庆下。兄白思明（太僕寺少卿）、白思義（知州）、白思温（判官）。弟思德。